# Kumrovec
Kumrovec je opčina v chorvatském Záhoří (Krapinsko-zagorská župa), na hranici se Slovinskem, cca 50 km severně od Záhřebu. Opčina se kromě Kumrovce skládá z dalších devíti vesnic.
Celá opčina Kumrovec má v současné době 1588 obyvatel, v Kumrovci samotném je k trvalému pobytu přihlášeno 267 lidí. V současné době funguje Kumrovec spíše jako turistická destinace než živé sídlo.[zdroj?] Jako rodiště Josipa Broze Tita se stalo poutním místem jugoslávských komunistů již v dobách po druhé světové válce, v dobách největší slávy režimu Kumrovec navštěvovaly tisíce lidí. V roce 1977 byla zahájena rekonstrukce historických budov v obci, včetně Titova rodného domu a postupně tak byl vybudován skanzen (etno selo), připomínající jak vypadala uherská vesnice v 19. století. V nedalekém okolí také vznikla za komunismu politická škola nesoucí Titovo jméno; rozlehlá několikapatrová budova uprostřed otevřené krajiny.
V současné době se zde konají setkání jugonostalgického a komunistického charakteru, navazující na tradici celojugoslávského dne Mládeže.
Dalším významným objektem v Kumrovci je také památník chorvatské hymně, který byl vztyčen 24. listopadu 1935 na rozcestí poblíž Kumrovce při příležitosti sta let od zkomponování této písně. Každý rok slaví obec Kumrovec tento den jako den „obce“.
Kumrovec je napojen na silniční i železniční síť, byť je železniční trať již několik let mimo provoz. V bezprostřední blízkosti obce se nachází hraniční přechod se Slovinskem (Polje pri Bistrici).

## Části opčiny
- Donji Škrnik
- Dugnjevec
- Kladnik
- Kumrovec
- Podgora
- Ravno Brezje
- Razdrto Tuheljsko
- Razvor
- Risvica
- Velinci